# Oedipina koehleri
Espèce
Oedipina koehleri est une espèce d'urodèles de la famille des Plethodontidae.

## Répartition
Cette espèce est endémique du Nicaragua. Elle se rencontre dans le parc national du Cerro Saslaya de la région autonome de l'Atlántico Norte et dans le département de Matagalpa.

## Description
Le plus grand spécimen décrit par les auteurs mesurait 140 mm dont 90 mm pour la queue.

## Étymologie
Cette espèce est nommée en l'honneur de Gunther Köhler.

## Publication originale
- Sunyer, Townsend, Wake, Travers, Gonzalez, Obando & Quintana, 2011 : A new cryptic species of salamander, genus Oedipina (Caudata: Plethodontidae), from premontane elevations in northern Nicaragua, with comments on the systematic status of the Nicaraguan paratypes of O. pseudouniformis Brame, 1968. Breviora, no 526, p. 1-16 (texte intégral).